# Mélynádas
Mélynádas (Dubokinádas, románul: Nadăș vagy Naidăș) elnéptelenedett falu Romániában, a Bánátban, Temes megyében.

## Fekvése
Temesvártól negyven kilométerre északkeletre, dombvidéken fekszik.

## Nevének eredete
Először 1247-ben, Nadasd néven említik. Előtagját a török hódoltság idején itt élő szerbektől kapta (1717-ben Duboki Nadush, 1723–25-ben Dubikinadasch). A mély- előtag (1808-ban Mély-Nádas) a szerb duboki fordítása.

## Története
A 13. században a Csanád nemzetség birtoka volt. Az oszmán defterekből hiányzik, valószínűleg a 17. században települt újra szerb, illetve román lakossággal. 1717-ben 11 házból állt. 1807 után Tormássy Antal birtokos telepített be római katolikus magyarokat Pécska és Zenta vidékéről. 1880-ban 582 lakosából 405 volt román, 106 magyar, 35 német és 10 szerb anyanyelvű; 433 ortodox, 121 római katolikus és 17 zsidó vallású. A 19. század végén a Tormássyaknak kastélyuk volt itt.
A bánáti szerb és román ortodoxia szétválasztásakor az aradi román püspökségnek ítélt egyházközség 454 ortodox hívőjéből 1899-ben 189-en jelezték, hogy a temesvári szerb püspökséghez kívánnak csatlakozni. A felek bírósághoz fordultak, a két püspökség közötti per a budapesti Kúriához került, és az első világháborúig valószínűleg nem is zárult le.
A „településszisztematizálási” terv pusztulásra ítélte. Mikor az 1980-as években lekapcsolták az áramellátásról, utolsó még itt élő családjai – egy kivételével – Temesvárra és a Temesvár környéki falvakba költöztek. 1992-ben hivatalosan is elnéptelenedett falunak nyilvánították. Sem az 1992-es, sem a 2002-es népszámlálás alkalmával nem írtak össze mélynádasi lakost. Egy román család azonban itt maradt és ma is itt él, sőt 2004-ben egy újabb család költözött a faluba. 2003 óta a pünkösd utáni vasárnapon az 1898-ban épült ortodox templom romjai mellett évente megrendezik a falutalálkozót, amelyen 2007-ben már ötszázan vettek részt.

## Külső hivatkozások
- A Dadányi- (korábbi Tormássy-) kastély az 1900-as századfordulón